# Wesley Jobello
Wesley Jobello (Gennevilliers, 23 januari 1994) is een Frans voetballer die bij voorkeur als aanvaller speelt. Hij komt uit voor het Franse Olympique Marseille.

## Clubcarrière
Jobello werd geboren in Gennevilliers en is afkomstig uit de jeugdacademie van Olympique Marseille. Daarvoor speelde hij bij Melun, Le Mée en ES Viry-Châtillon. Op 20 mei 2012 mocht hij op de allerlaatste speeldag van het seizoen debuteren in de uitwedstrijd tegen FC Sochaux. Jobello viel na 71 minuten in voor Jean-Philippe Sabo. Marseille verloor met het kleinste verschil in Sochaux.

## Carrièrestatistieken
| Seizoen                         | Club                | Land      | Competitie | Wed. | Goals |
| ------------------------------- | ------------------- | --------- | ---------- | ---- | ----- |
| 2011/12                         | Olympique Marseille | Frankrijk | Ligue 1    | 1    | 0     |
| 2012/13                         | Olympique Marseille | Frankrijk | Ligue 1    | 0    | 0     |
| 2013/14                         | Olympique Marseille | Frankrijk | Ligue 1    | 0    | 0     |
| 2014/15                         | Olympique Marseille | Frankrijk | Ligue 1    | 0    | 0     |
| Totaal                          | Totaal              | Totaal    | Totaal     | 1    | 0     |
| Bijgewerkt tot 16 februari 2015 |                     |           |            |      |       |